# 元宇品口停留場
元宇品口停留場（もとうじなぐちていりゅうじょう、元宇品口電停）は、広島市南区宇品海岸二丁目にある広島電鉄宇品線の路面電車停留場である。駅番号はU17。

## 歴史
1915年（大正4年）に宇品線が御幸橋の東詰から宇品までの区間を開通させた際、線内の一停留場としてまず向宇品口停留場（むこううじなぐちていりゅうじょう）が設けられた。当時の軌道は御幸橋の東詰から宇品地区の西堤防沿いに南下し、この停留場を過ぎた先で東に折れて海岸通りを東進する経路をとっており、終点の宇品停留場は宇品桟橋（現在の広島市営桟橋）の前、現在の海岸通停留場付近に存在していた。軌道は全線が単線であり、向宇品口停留場には列車交換のため設備が設けられていたとされる。
向宇品口停留場は1929年（昭和4年）ころに移設のうえ二丁目裏停留場（にちょうめうらていりゅうじょう）と改称されたが、西堤防沿いを通っていた軌道が1935年（昭和10年）に東の宇品通りを経由する新線に切り替えられると、これを受けて廃止された。そして同日、新線上に代わって開設されたのが当停留場である。当時の停留場名は向宇品停留場（むこううじなていりゅうじょう）であった。
新線は宇品通りを南下し、今度は桟橋前から海岸通りを西進して当停留場に至る経路をとったため、かつての宇品停留場に代わって当停留場が路線の終点となった。1945年（昭和20年）8月6日には原爆投下により宇品線をはじめ広島電鉄の市内電車は全線不通となるが、宇品線の当停留場から電鉄前までの区間は同月18日に運行を再開させている。その後数年は宇品線の終点であり続けたが、戦前から計画されていた西堤防の西側の埋め立てが1951年（昭和26年）に完了すると、その埋め立て地にできた広島県営桟橋に向けて路線が延伸され、新たに宇品終点が開業した。当停留場は宇品線内の一停留場となり、その後停留場名は向宇品口停留場へと改められた。元宇品口停留場と称するようになったのは2001年（平成13年）のことである。

### 年表
- 1915年（大正4年）4月3日：宇品線の御幸橋東詰 - 宇品間の開業時に向宇品口停留場が開業[4]。
- 1929年（昭和4年）頃：停留場移設とともに二丁目裏停留場に改称[4]。
- 1935年（昭和10年）12月27日：御幸橋東詰 - 宇品間が新線に移設され二丁目裏停留場が廃止、代わって新線の終点として向宇品停留場が開業[4]。
- 1945年（昭和20年）
  - 8月6日：原爆投下により、運行休止[4]。
  - 8月18日：電鉄前 - 当停留場間が複線で復旧[4]。
- 1951年（昭和26年）4月1日：向宇品から宇品終点まで路線延長[4]。
- 1969年（昭和34年）以前：向宇品口停留場に改称（時期不詳）[3]。
- 2001年（平成13年）11月1日：元宇品口停留場に改称[4][6][7]。
- 2023年（令和5年）5月18日 - 22日：G7広島サミットによる交通規制のため終日通過[8]。

## 停留場構造

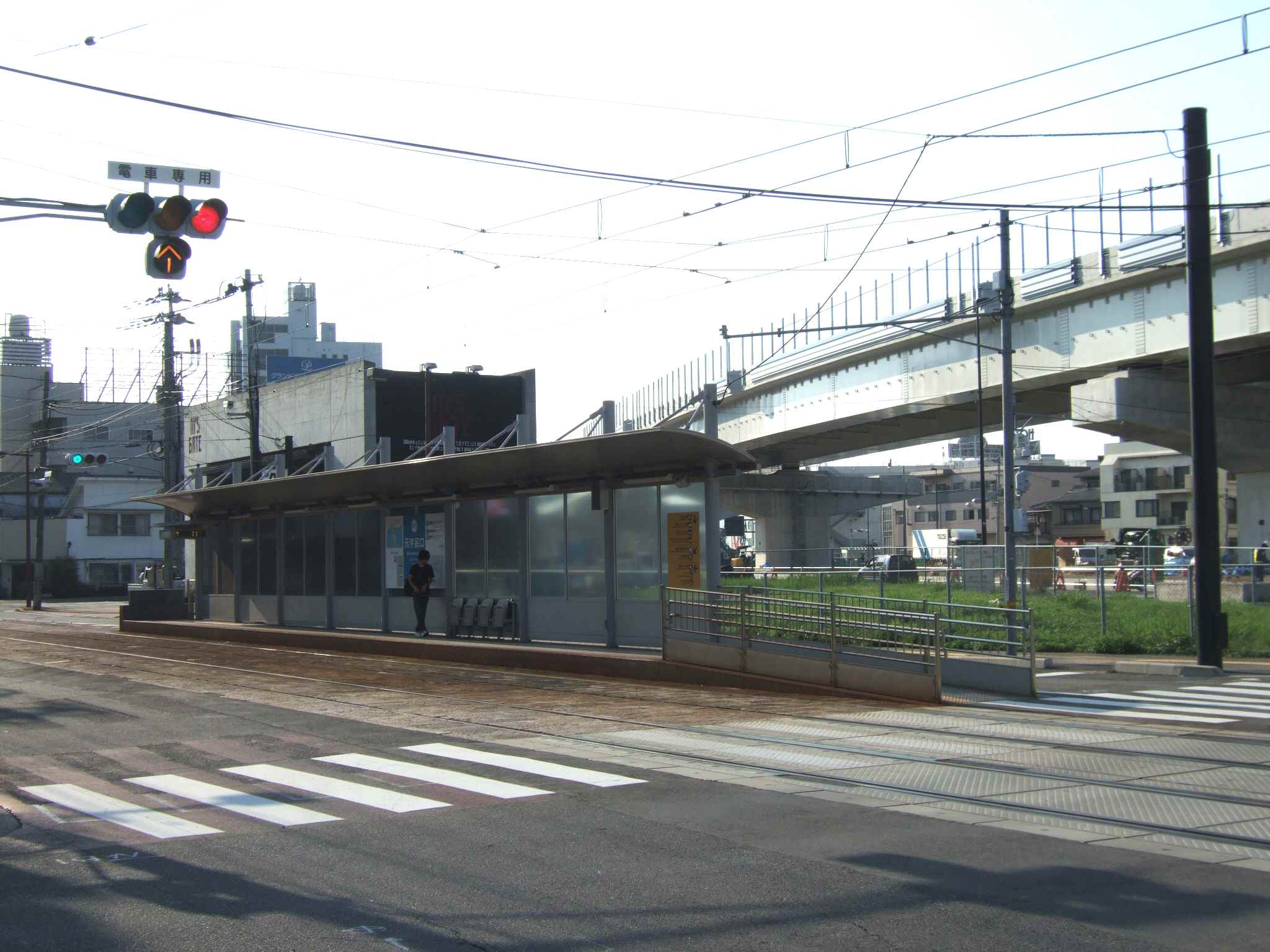
広島駅・紙屋町方面ホーム

宇品線はほぼすべての区間で道路上に軌道が敷かれた併用軌道であるが、宇品地区では軌道敷が道路から独立した専用軌道の区間があり、当停留場は併用軌道と専用軌道との境界に位置する。ホームは低床式で2面あり、東西方向に伸びる2本の線路を挟み込むように配置されている。ただし互いのホームは交差点を挟んで斜向かいに位置しており、交差点の東に広島港方面へ向かう下りホームが、西に広島駅・紙屋町方面へ向かう上りホームがある。
ホームは上屋とベンチが備え付けられ、ホーム長は3両・5両連接車に対応している。

### 運行系統
当停留場には広島電鉄で運行されている系統のうち、1号線、5号線、7号線、それに0号線が乗り入れる。
| 下りホーム | 1号線 · 5号線 · 7号線 | 広島港ゆき                 |  |
| 上りホーム | 1号線                 | （紙屋町東経由）広島駅ゆき |  |
| 上りホーム | 5号線                 | （比治山下経由）広島駅ゆき |  |
| 上りホーム | 7号線                 | （紙屋町西経由）横川駅ゆき |  |
| 上りホーム | 0号線                 | 広電本社前ゆき             |  |

## 停留場周辺
付近は北側が住宅街、南側は元宇品（宇品島）への入り口となっている。島とは暁橋でつながっていて、島内には元宇品公園が広がる。いっぽう軌道のすぐ北側には、国道の広島南道路・高速道路の広島高速3号線が並走している。
西堤防沿いに敷かれていた宇品線の旧線跡は2車線の道路となっていて、当停留場から北に伸びている。
- 広島港公園
- 瀬戸内海汽船株式会社
- 広島海上ビル
- 広島市営桟橋

## 隣の停留場
広島電鉄
■宇品線
海岸通停留場 (U16) - 元宇品口停留場 (U17) - 広島港（宇品）停留場 (U18)